# Walls of Jericho (альбом)
Walls of Jericho (с англ. — «Стены Иерихона») — дебютный студийный альбом немецкой пауэр-метал группы Helloween, выпущенный 18 ноября 1985 года на лейбле Noise Records.
В 1985 году альбом был выпущен на грампластинке, а 1988 году был переиздан на компакт-диске. Мини-альбом Helloween и заглавный трек с сингла «Judas» вошли в переиздание 1988 года.

## Список композиций

### Оригинальное издание
| №  | Название            | Автор(ы)                   | Длительность |
| -- | ------------------- | -------------------------- | ------------ |
| 1. | «Walls of Jericho»  | Михаэль Вайкат, Кай Хансен | 0:53         |
| 2. | «Ride the Sky»      | Хансен                     | 5:54         |
| 3. | «Reptile»           | Вайкат                     | 3:45         |
| 4. | «Guardians»         | Вайкат                     | 4:19         |
| 5. | «Phantoms of Death» | Хансен                     | 6:33         |

| №                   | Название                   | Автор(ы)            | Длительность |
| ------------------- | -------------------------- | ------------------- | ------------ |
| 6.                  | «Metal Invaders»           | Хансен              | 4:10         |
| 7.                  | «Gorgar»                   | Вайкат, Хансен      | 3:57         |
| 8.                  | «Heavy Metal (Is the Law)» | Вайкат, Хансен      | 4:08         |
| 9.                  | «How Many Tears»           | Вайкат              | 7:15         |
| Общая длительность: | Общая длительность:        | Общая длительность: | 40:32        |

### CD-версия 1988 года
| №                   | Название                          | Автор(ы)            | Длительность |
| ------------------- | --------------------------------- | ------------------- | ------------ |
| 1.                  | «Starlight»                       | Вайкат, Хансен      | 5:17         |
| 2.                  | «Murderer»                        | Хансен              | 4:26         |
| 3.                  | «Warrior»                         | Хансен              | 4:00         |
| 4.                  | «Victim of Fate»                  | Хансен              | 6:37         |
| 5.                  | «Cry for Freedom»                 | Вайкат, Хансен      | 6:02         |
| 6.                  | «Walls of Jericho / Ride the Sky» | Вайкат, Хансен      | 6:45         |
| 7.                  | «Reptile»                         | Вайкат              | 3:45         |
| 8.                  | «Guardians»                       | Вайкат              | 4:19         |
| 9.                  | «Phantoms of Death»               | Хансен              | 6:33         |
| 10.                 | «Metal Invaders»                  | Хансен              | 4:10         |
| 11.                 | «Gorgar»                          | Вайкат, Хансен      | 3:57         |
| 12.                 | «Heavy Metal (Is the Law)»        | Вайкат, Хансен      | 4:00         |
| 13.                 | «How Many Tears»                  | Вайкат              | 7:15         |
| 14.                 | «Judas»                           | Хансен              | 4:43         |
| Общая длительность: | Общая длительность:               | Общая длительность: | 71:37        |

## Участники записи
Helloween
- Кай Хансен — вокал, гитара
- Михаэль Вайкат — гитара
- Маркус Гросскопф — бас-гитара
- Инго Швихтенберг — ударные

Приглашённые музыканты
- Джеймс Хардвей — E-mu Emulator II